# Leuvens Haasrode

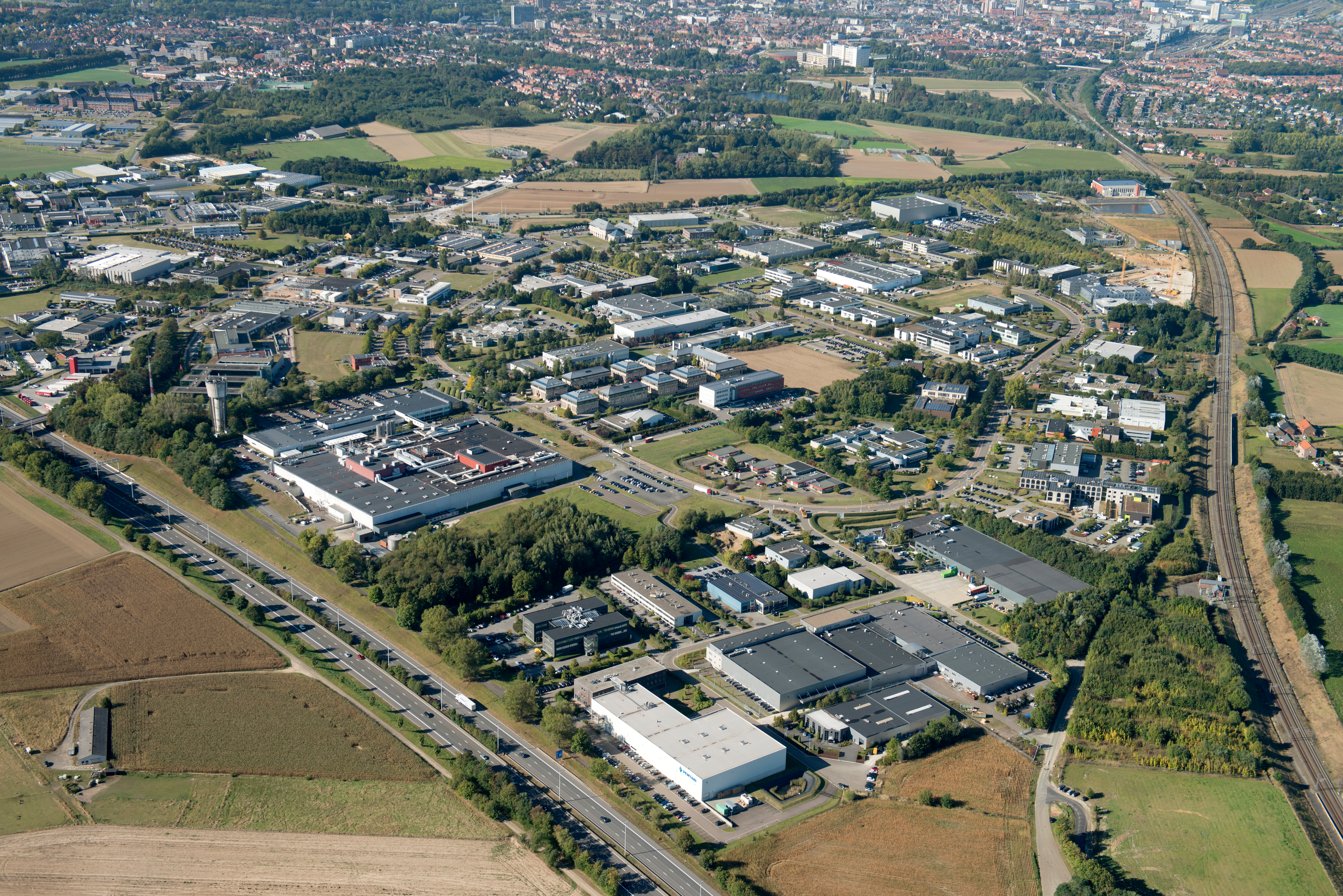
Zicht op Leuvens Haasrode.

Leuvens Haasrode is een deel van de voormalige gemeente Haasrode dat niet bij Oud-Heverlee werd gevoegd bij de fusies in de jaren 70, maar wel terechtkwam bij Leuven.
In 1977 werd Haasrode samengevoegd met Oud-Heverlee, Blanden, Vaalbeek en Sint-Joris-Weert tot Oud-Heverlee. Hierbij werd het noordelijke deel van de voormalige gemeente Haasrode bestuurlijk bij Leuven gevoegd. Researchpark Haasrode is gelegen in Leuvens Haasrode.